# Fernaldia
Fernaldia é um género botânico pertencente à família Apocynaceae.

## Taxonomia
O género foi descrito por Robert Everard Woodson e publicado em Annals of the Missouri Botanical Garden 19(1): 48. 1932.
A espécie-tipo é: Fernaldia pandurata (A.DC.) Woodson